# 11719 Гіклен
11719 Гіклен (11719 Hicklen) — астероїд головного поясу, відкритий 21 квітня 1998 року.
Тіссеранів параметр щодо Юпітера — 3,335.